# Motola-hegység
A Motola (olaszul Monte Motola) egy hegy Olaszország Campania régiójában, a Cilento és Vallo di Diano Nemzeti Park területén, a Cervati- és az Alburni-hegység között. Területét karsztformák jellemzik (pl. Grotta del Raccio barlang).